# Anykščiai
Anykščiai est la capitale du district d'Anykščiai inclus dans l'apskritis d'Utena en Lituanie. La ville est située au confluent de deux rivières la Šventoji et l'Anykšta. Cette dernière a donné son nom à la ville.

## Histoire
La première mention d'Anykščiai remonte au 7 novembre 1442. La ville s'est vu attribuer son autonomie et son blason le 17 janvier 1792.
Au cours de l'été 1941, deux exécutions de masse de la population juive locale se déroulent. Environ 1 500 Juifs sont assassinés par un Einsatzgruppen d'une vingtaine de lituaniens nazis.

## Population
Population : 11 958 habitants au recensement de 2001.

## Industrie
La ville compte plusieurs industries. Les principales sont Anykščių vynas (distillerie), Anykščių kvarcas (carrière de sable), Jarimpeksas (alimentation animale).

## Monuments à visiter
- Grange d'Antanas Baranauskas

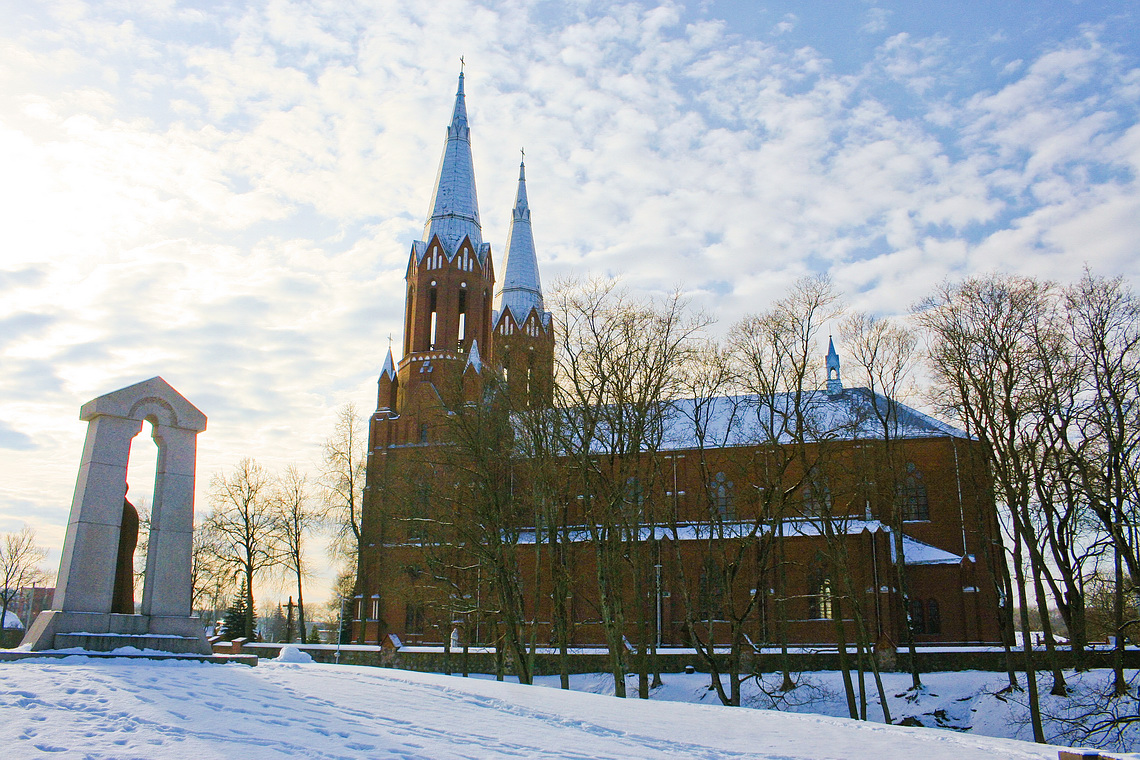
L'église Saint-Matthieu d'Anyksciai

- Le petit train (Siaurasis geležinkelis)
- Église Saint-Matthieu d'Anykščiai : construite en 1899-1909, c'est la plus haute église de Lituanie.
- Le rocher Puntukas
- Maison de l'écrivain Antanas Vienuolis-Žukauskas
- Parc naturel régional d'Anykščiai
- Tombeau de Jonas Biliūnas

## Musées
- Le musée du cheval

## Ski
La ville dispose de deux pistes de ski alpin équipées de deux téléskis. Les pistes font environ 250 mètres de long pour une dénivellation d'une quarantaine de mètres.
Des parcours de ski de fond de 3 à 5 km existent également.

## Personnalités liées à la ville
- Antanas Baranauskas (en) (1835 –1902). Mathématicien, évêque, linguiste et poète lituanien. En 1926 il a écrit un hymne à la Lituanie Les bois d'Anykščiai.
- Antanas Vienuolis (en) (1882 –1957). Écrivain classique lituanien auteur de nombreux romans et nouvelles.
- Jonas Biliūnas (en) (1882 –1957). Écrivain lituanien.

## Jumelages
- Ödeshög (Suède) depuis 1997
- Castelforte (Italie) depuis 2000
- Heek (Allemagne) depuis 1995
- Madona (Lettonie)
- Sejny (Pologne)
- Nepomuk (Tchéquie) depuis 1996
- Sassenage (France) depuis 2010
- Os (Norvège) depuis 2001

## Images de la ville

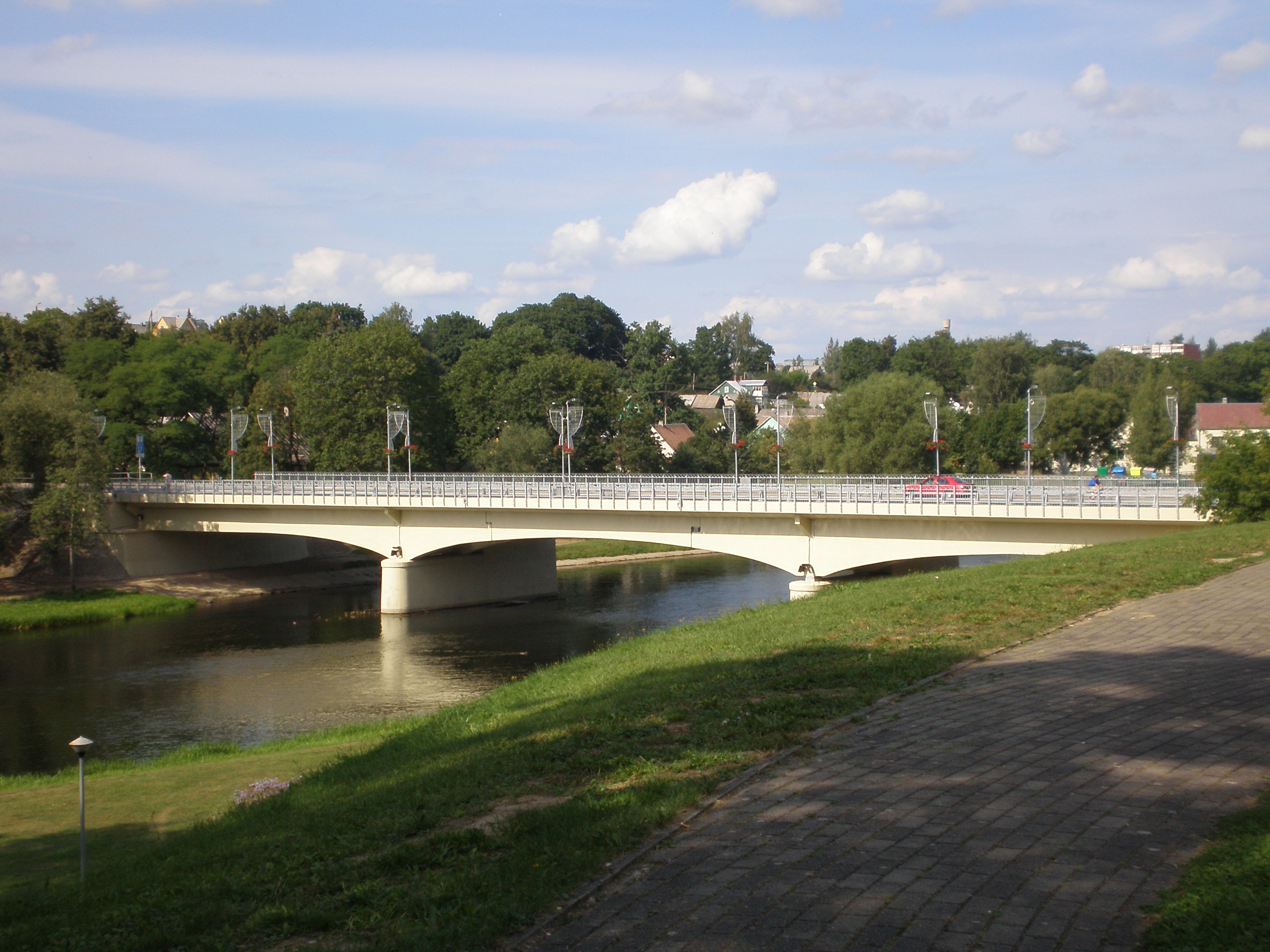
Pont d'Anykščiai
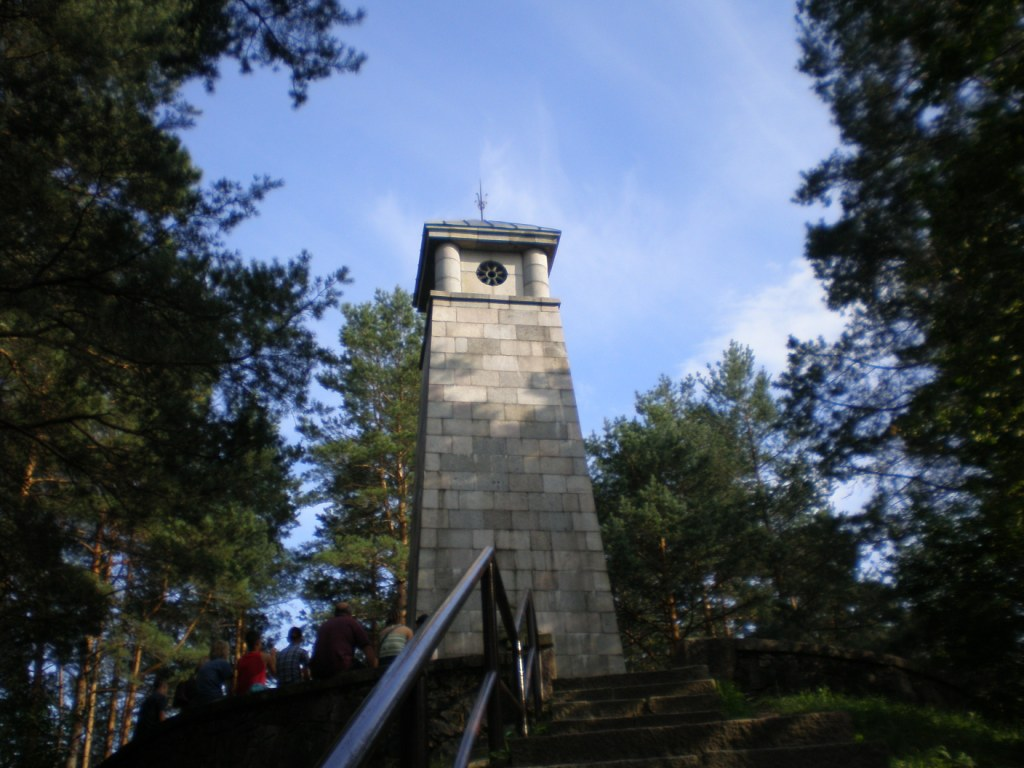
La tombe de Jonas Biliūnas
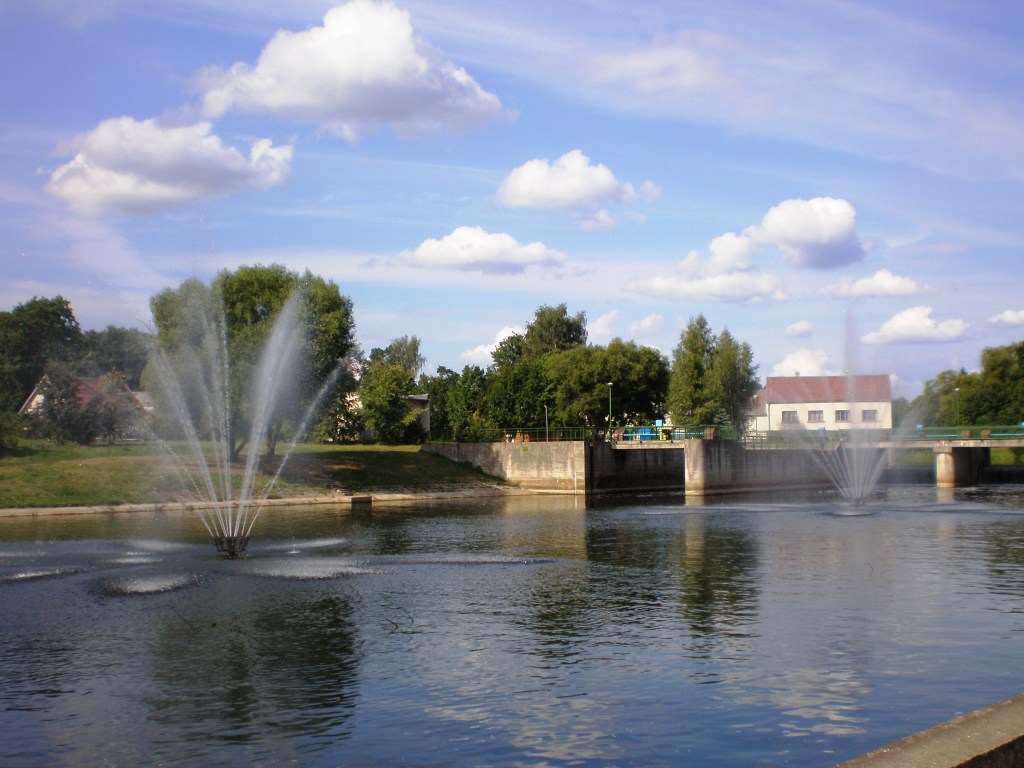
La Šventoji au centre de la ville
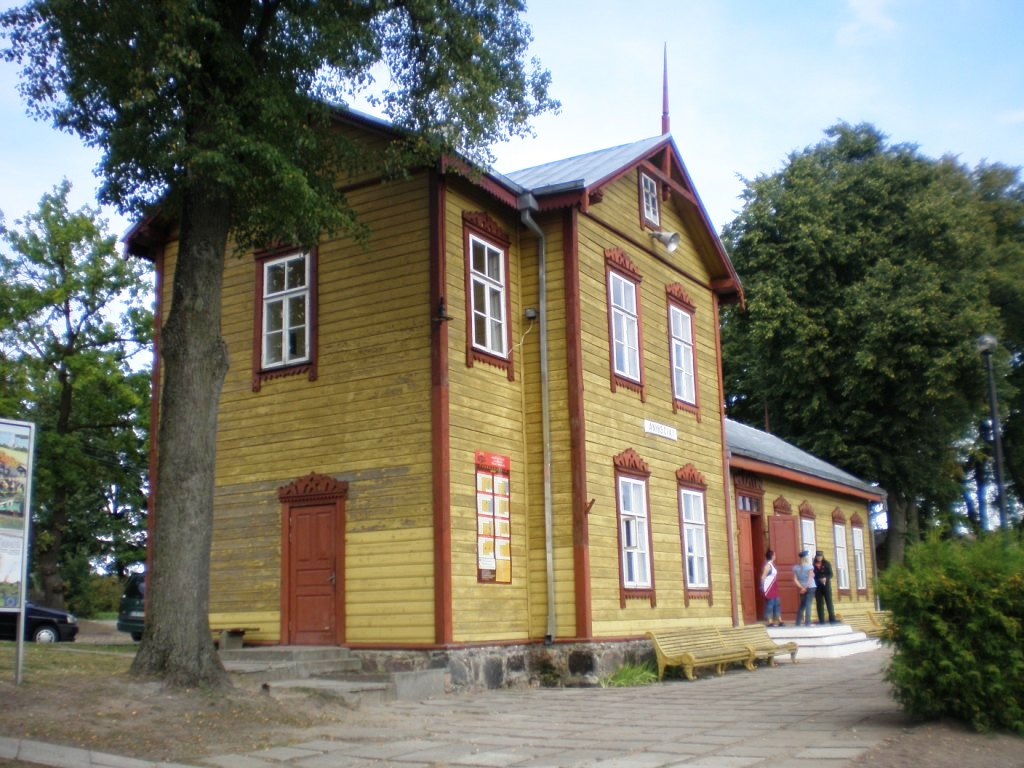
La gare